# Francisco Mayoral
Francisco Mayoral (Salamanca, 1781-¿1822?) fue un sargento del Ejército español, durante la Guerra de la Independencia que se hizo pasar en Francia, durante su estancia en aquel país como prisionero, por el Cardenal Borbón, Arzobispo de Toledo.
En el Archivo Diocesano de Barcelona, se custodia la documentación sobre el proceso abierto contra él por la Inquisición. Unas memorias bajo su nombre, creídas durante mucho tiempo ficticias, narran la aventurera vida de Mayoral, desde su captura durante la batalla de Ciudad Rodrigo, el 25 de julio de 1810, su traslado a Francia, y su peregrinar por aquel país, engañando con éxito sobre su personalidad, hasta el punto de hacerse pasar por el Cardenal Borbón; durante casi cuatro años, semejante fraude pasó por verdadero.
Tras ser descubierto en Bourges, fue enviado a España, donde la Inquisición le abrió proceso por falsa administración de sacramentos y por suplantaciones y engaños para obtener dinero. En 1818, fue condenado a destierro a Ceuta, saliendo de prisión con el Trienio Liberal en 1820. No se conocen los detalles exactos de sus últimos años y fallecimiento.